# Bowling Green
Bowling Green je město v okresu Warren County ve státě Kentucky ve Spojených státech amerických. Jde o třetí největší město v Kentucky po městech Louisville a Lexington. Leží v nadmořské výšce 167 m n. m. necelé 2 hodiny cesty jihozápadně od Louisville a asi hodinu cesty jihovýchodně o města Owensboro. 
K roku 2020 zde žilo 72 294 obyvatel. S celkovou rozlohou 105 km² byla hustota zalidnění 691 obyvatel na km². Město bylo založeno v roce 1798 a během Americké občanské války sloužilo jako hlavní město Konfederativního Kentucky. V prosinci 2021 město zasáhla dvě tornáda, která zde napáchala značné škody. Ve městě působí řada společností, z nichž asi nejvýznamnější je automobilka General Motors. Nachází se v oblasti s vlhkým subtropickým podnebím. 